# Titanattus pegaseus
Titanattus pegaseus es una especie de araña saltarina del género Titanattus, familia Salticidae. Fue descrita científicamente por Simon en 1900.
Habita en Brasil.